# Bunche Park
Bunche Park fue un lugar designado por el censo ubicado en el condado de Miami-Dade en el estado estadounidense de Florida. En el Censo de 2000 tenía una población de 3.972 habitantes y una densidad poblacional de 1.986  personas por km².

## Geografía
Bunche Park se encuentra ubicado en las coordenadas 25°55′19″N 80°14′4″O / 25.92194, -80.23444. Según la Oficina del Censo de los Estados Unidos, Bunche Park tiene una superficie total de 2 km², de la cual 2 km² corresponden a tierra firme y (0%) 0 km² es agua.

## Demografía
Según el censo de 2000, había 3.972 personas residiendo en Bunche Park. La densidad de población era de 1.986 hab./km². De los 3.972 habitantes, Bunche Park estaba compuesto por el 1.36%% blancos, el 96.45%% eran afroamericanos, el 0.08%% eran amerindios, el 0.13%% eran asiáticos, el 0%% eran isleños del Pacífico, el 0.66%% eran de otras razas y el 1.36%% pertenecían a dos o más razas. Del total de la población el 3.05%% eran hispanos o latinos de cualquier raza.
Había 1.350 hogares de las cuales el 25.4% tenían niños bajo la edad de 18 que vivían con ellos, el 29.7% eran parejas casadas viviendo juntas, el 34.4% tenían como cabeza de familia a una mujer sin presencia de marido y el 27.3% no eran familias. El 24,1% de todos los hogares se componían de individuos y el 13.8% tenían a alguna persona anciana de 65 años de edad o más. El tamaño promedio de un hogar era de 2.93 y el tamaño promedio de una familia era 3.45.
En el CDP la población era de un 28.4% menor a 18 años, el 7,9% de 18 a 24, el 24,7% de 25 a 44, el 17,7% de 45 a 64, y el 21,3% tenían 65 años de edad o más. La edad promedia era 38 años. Por cada 100 mujeres había 83.8 hombres. Por cada 100 mujeres de edad de 18 años, había 75,9 hombres.
El ingreso promedio para un hogar en el CDP era de $25.898, y el ingreso promedio para una familia era $28.645. Los hombres tenían un ingreso promedio de $25.677 frente a $22.259 para las mujeres. El ingreso per cápita para el CDP era $11.438. Alrededor del 22.5% de las familias y el 27,0% de la población estaban por debajo de la línea de pobreza, incluyendo al 38.4% de menores de 18 años y el 20,2% de las personas mayores de 65 años.